# Edna Stern
Edna Stern (* 6. März 1977 in Brüssel) ist eine belgisch-israelische Pianistin.

## Leben
Sie begann im Alter von 6 Jahren mit dem Klavierspiel. An der Rubin Akademie in Tel Aviv studierte sie Klavier bei Viktor Derevianko und Natasha Tadson. Anschließend studierte sie an der Chapelle Royale Reine Elisabeth in Brüssel, unter anderem nahm sie Kurse bei Martha Argerich. 1996 wechselte sie nach Basel, unter anderem studierte sie dort vier Jahre lang bei Krystian Zimerman. Später nahm sie an Meisterklassen bei der internationalen Stiftung für Klavier in Como bei Alicia de Larrocha, Dimitri Bashkirow, Andreas Staier und Leon Fleisher teil.
2000 gewann sie den internationalen Wettbewerb von Senigallia und 2001 den Juventus Award. 2003 ließ sich Edna Stern in Paris nieder. Dort entdeckte sie das Fortepiano als Instrument für sich. Ihre erste CD-Veröffentlichung, Chaconne, wurde von Arte als beste CD des Jahres 2005 ausgezeichnet.
Seit September 2009 unterrichtet sie am Royal College of Music in London.

## Repertoire
Ihr Repertoire reicht von Johann Sebastian Bach, Carl Philipp Emanuel Bach, Luciano Berio bis zu zeitgenössischen Komponisten.

## CD-Veröffentlichungen
- 2005: Chaconne (Stücke von Ferruccio Busoni, Rudolf Lutz, Johannes Brahms und Johann Sebastian Bach), mit Amandine Beyer (Violine)
- 2008: Sonaten von Carl Philipp Emanuel Bach für Violine und Klavier
- 2008: Fantasien von Robert Schumann
- 2009: Nun komm der Heiden Heiland – Präludien, Fugen und Choräle von J. S. Bach
- 2010: Frédéric Chopin: Sonate 2 / Préludes